# Équipe du Nigeria féminine de football des moins de 20 ans
Maillots
L'équipe du Nigeria féminine de football des moins de 20 ans est constituée par une sélection des meilleures joueuses nigérianes sous l'égide de la Fédération du Nigeria de football.

## Parcours

### Parcours enCoupe du monde des moins de 20 ans
- 2002 : Phase de groupes
- 2004 : Phase de groupes
- 2006 : Quart de finale
- 2008 : Quart de finale
- 2010 :  Finaliste
- 2012 : Demi-finale
- 2014 :  Finaliste
- 2016 : Phase de groupes
- 2018 : Quart de finale
- 2022 : Quart de finale
- 2024 : Huitièmes de finale